# 油气悬架
油气悬架是一种车辆的悬吊技术，這項悬架技术是將液压传动控制和悬吊系統兩項技术結合，是发展现代特种车辆及大型车辆的关键技术之一，比如：全地面起重機。

## 傳動媒介
油气悬架的液體是以油作为传力介质，气体是以惰性气体，常選擇氮氣作为悬吊系统的弹性介质。

## 結構
構件是由蓄能器和悬架缸為主要的構件，将传统悬架的弹性组件和减振器結合。

## 用途
專對惡劣環境下行駛的車輛發展，比如：採礦工地使用的超大砂石車這種大吨位工程用車，是為了缓和冲击减少颠簸，藉此可減少裝載料的散失，並可改善驾驶的乘坐舒適與提高车速，對工程效率有實質幫助。

## 特点
- 油气弹簧：

相对其他弹簧而言，具有体积小、质量轻、承载能力强、容易实现车身高度调节并兼有阻尼减振和自润滑等特点。
- 油气悬架：

与传统的被动悬架相比，基本功用是相同的，只是加入液压传动控制技术，形成與传统的被动悬架所区别。

### 優点
1. 非线性变刚度特性
2. 非线性阻尼特性
3. 易于实现车身高度调节
4. 油气弹簧的单位储能比其他弹簧較大
5. 因减振器置於悬架缸内，故不需製造专用减振器
6. 油气悬架擁有刚性闭锁，可使车辆承受较大負荷
7. 通用性好，易于产品系列化

### 缺点
1. 加工不易
2. 维修困難
3. 製造成本高
4. 需要額外配置液压、电子、电气等諸多控制組件來輔助